# Grandes Éxitos 1984 / 2000
Grandes Éxitos 1984 / 2000 es el primer álbum recopilatorio de La Unión, editado en 2000. El álbum obtendría disco de platino en España, devolviendo al grupo a las listas de ventas. 

## El album
El álbum contiene los éxitos del grupo hasta la fecha, además de dos canciones nuevas adicionales: el tema Falso Amor (Tainted Love), versión de la canción de Soft Cells y que sería lanzada como primer sencillo, y el tema El Vuelo de Ícaro.
Siguiendo la moda de las remezclas electrónicas de la época, Carlos Jean remezcló dos éxitos de La Unión: Sildavia y Más y Más, ambos rebautizados con 2000 para diferenciarlos de las canciones originales, remezclas que tras Falso Amor (Tainted Love) serían lanzadas como segundo y tercer sencillo respectivamente. 
El álbum con mayor número de canciones en el recopilatorio es Vivir al Este del Edén, con un total de tres canciones, incluyendo la remezcla de Más Y Más.

## Contexto del álbum
En 1998, dos años antes, habían aparecido grandes éxitos de dos grupos españoles también de los años 80 como La Unión: Duncan Dhu con Colección 1985-1998 y Mecano y con Ana José Nacho.
Por otra lado, desde el lanzamiento de Psycofunster au lait en 1993, había llevado a cabo cambios continuos de sonido: desde el rock de los años 70 en 1993, al funk y soul en 1996 y sonidos más latinos en 1999. Esto había implicado que La Unión experimentara un significativo descenso comercial a cada nuevo lanzamiento en el periodo 1993-1999. 
El objetivo de este álbum Grandes Éxitos 1984 / 2000, por tanto, era doble. 
1. Hacer reset musical en la trayectoria del grupo, con el fin de recuperar la base de seguidores que les había conocido en los años 80 pero que progresivamente les habían abandonado a lo largo de los años 90.
2. Actualizarse ante una nueva población joven que no había vivido sus grandes éxitos más comerciales en la década de los años 80, ya que desde 1996 el grupo no había vuelto a alcanzar el número 1 en la radiofórmula con Negrita.

## Lista de canciones
| N.º | Título                                         | Álbum                              | Duración |  |
| 1.  | «Amor Fugar (Tainted Love)» (2000)             | Inédita                            |          |  |
| 2.  | «El Vuelo De Ícaro» (2000)                     | Inédita                            |          |  |
| 3.  | «Sildavia 2000» (1984)                         | original de Mil siluetas           |          |  |
| 4.  | «Más Y Más 2000» (1988)                        | original de Vivir al Este del Edén |          |  |
| 5.  | «Mala Vida» (1999)                             | La Unión                           |          |  |
| 6.  | «Humo» (1997)                                  | Fluye                              |          |  |
| 7.  | «Negrita» (1996)                               | Hiperespacio                       |          |  |
| 8.  | «Hermana Tierra» (1993)                        | Psycofunkster au lait              |          |  |
| 9.  | «Tren de Largo Recorrido» (1992)               | Tren de largo recorrido            |          |  |
| 10. | «Amor Fugaz (en vivo)» (1992)                  | Tren de largo recorrido            |          |  |
| 11. | «Ella es un volcán» (1990)                     | Tentación                          |          |  |
| 12. | «Fueron los celos» (1990)                      | Tentación                          |          |  |
| 13. | «Vivir Al Este Del Edén» (1988)                | Vivir al Este del Edén             |          |  |
| 14. | «Maracaibo» (1988)                             | Vivir al Este del Edén             |          |  |
| 15. | «Dónde estabais (en los malos tiempos)» (1987) | 4x4                                |          |  |
| 16. | «Entre flores raras» (1985)                    | El maldito viento                  |          |  |
| 17. | «Lobo Hombre En Paris» (1984)                  | Mil siluetas                       |          |  |